# Jaime Juan de Rocamora y Rocamora
Jaime Juan de Rocamora y Rocamora fue el VI señor de Benferri y de Puebla de Rocamora.
Nacido en Orihuela, Jaime Juan era el menor de los tres hijos del matrimonio del II señor de Benferri, de Puebla de Rocamora y de La Granja Juan de Rocamora y Vázquez y de Leonor de Rocamora.
Antes de obtener Jaime Juan el patrimonio de la Casa de Rocamora, sus dos señoríos pasaron por manos de sus dos hermanos Pedro y Francisco y por las de su sobrino Juan José de Rocamora y Ruiz junto al señorío de La Granja.
A su padre le sucedió su hermano Pedro, III Señor, quien falleció sin descendencia, recayendo los señoríos sobre su otro hermano, Francisco, IV Señor. Éste sí tuvo descendencia y su hijo Juan José le sucedió como V Señor. Juan José falleció joven, cuando su hijo era menor de edad, el legítimo heredero, Francisco de Rocamora y Maza. Jaime Juan no respetó los derechos sucesorios de su sobrino-nieto Francisco y pasó a ser el titular de los señoríos de Benferri y de Puebla de Rocamora, quedando Francisco únicamente como  VI Señor de La Granja.
Jaime Juan se desposó en noviembre de 1525 con Isabel López Varea, natural de Elche, quien aportó al matrimonio algunos bienes que se unieron al mayorazgo de Benferri.
El 1 de agosto de 1534, Jaime Juan y su esposa Isabel realizaron testamento, estableciendo en su patrimonio la sucesión regular de mayorazgo.
Jaime Juan era general de los Reales Ejércitos. Durante un ataque de los turcos a las costas alicantinas, caballeros y ciudadanos de la ciudad de Orihuela se desplazaron a defender sus lejanas costas oriolanas, capitaneados por Jaime Juan. Murió el 2 de noviembre de 1534 como consecuencia de las heridas que le causaron en uno de estos enfrentamientos.
Le sucedió su único hijo, Jaime de Rocamora y López Varea, con tan solo cuatro años de edad, en un principio bajo la tutoría de su esposa.